# Kanton Villeneuve-sur-Lot-Nord
Der Kanton Villeneuve-sur-Lot-Nord war bis 2015 ein französischer Wahlkreis im Arrondissement Villeneuve-sur-Lot, im Département Lot-et-Garonne und in der ehemaligen Region Aquitanien; sein Hauptort war Villeneuve-sur-Lot, Vertreter im Generalrat des Départements war zuletzt von 2004 bis 2015 Alain Soubiran. 
Der Kanton umfasste Wahlberechtigte aus der Gemeinde Lédat und aus dem Norden der Stadt Villeneuve-sur-Lot.